# North Bovey
North Bovey is een civil parish in het bestuurlijke gebied Teignbridge, in het Engelse graafschap Devon. In 2001 telde het dorp 274 inwoners. North Bovey komt in het Domesday Book (1086) voor als 'Bovi'.